# Weltmeisterschaften im Gewichtheben 1953
Die 30. Weltmeisterschaften im Gewichtheben fanden vom 26. bis zum 30. August 1953 in der schwedischen Stadt Stockholm statt. An den von der International Weightlifting Federation (IWF) im Dreikampf (beidarmiges Drücken, Reißen und Stoßen) ausgetragenen Wettkämpfen nahmen 70 Gewichtheber aus 19 Nationen teil.

## Medaillengewinner
| Disziplin           | Gold               | Silber                | Bronze               |
| ------------------- | ------------------ | --------------------- | -------------------- |
| Bantamgewicht       | Iwan Udodow        | Kamal Mahgoub         | Karel Saitl          |
| Federgewicht        | Nikolai Saksonow   | Rafael Tschimischkian | Einar Ericsson       |
| Leichtgewicht       | Peter George       | Dimitri Iwanow        | Said Khalifa Gouda   |
| Mittelgewicht       | Tamio Kono         | Dave Sheppard         | Juri Duganow         |
| Leichtschwergewicht | Arkadi Worobjew    | Trofim Lomakin        | Stanley Stanczyk     |
| Mittelschwergewicht | Norbert Schemansky | Mohamed Ibrahim Saleh | Abdel Mohammed Kerin |
| Superschwergewicht  | Doug Hepburn       | John Davis            | Humberto Selvetti    |

## Medaillenspiegel
Die Platzierungen im Medaillenspiegel sind nach der Anzahl der gewonnenen Goldmedaillen sortiert, gefolgt von der Anzahl der Silber- und Bronzemedaillen (lexikographische Ordnung). Weisen zwei oder mehr Nationen eine identische Medaillenbilanz auf, werden sie alphabetisch geordnet auf dem gleichen Rang geführt.
| Rang | Nation             | Gold | Silber | Bronze | Gesamt |
| ---- | ------------------ | ---- | ------ | ------ | ------ |
| 1.   | Sowjetunion        | 3    | 3      | 1      | 8      |
| 2.   | Vereinigte Staaten | 3    | 2      | 1      | 6      |
| 3.   | Kanada             | 1    | 0      | 0      | 1      |
| 4.   | Ägypten            | 0    | 2      | 2      | 3      |
| 5.   | Tschechoslowakei   | 0    | 0      | 1      | 1      |
| 5.   | Schweden           | 0    | 0      | 1      | 1      |
| 5.   | Argentinien        | 0    | 0      | 1      | 1      |